# Charles-Emmanuel Dufourcq
Pour les articles homonymes, voir Dufourcq.
Charles-Emmanuel Dufourcq né le 15 octobre 1914 à Alger et mort le 3 mars 1982 à Paris, est un historien médiéviste français.

## Biographie
Né à Alger (Algérie) en octobre 1914. Son père Emmanuel Dufourcq, officier, issu de St Cyr, est tué au front quelques jours seulement après avoir appris la naissance de son fils.
Fils unique, il est élevé par sa mère, veuve de guerre, et fait ses études secondaires au Lycée Bugeaud d’Alger, où il devient professeur d’Histoire de la classe préparatoire à St Cyr (« Corniche »).
En 1962, il quitte Alger et est nommé à la Faculté des lettres de Paris-Nanterre.
Il publie chez Hachette en 1978 La Vie quotidienne dans l'Europe médiévale sous la domination arabe qui reçoit en 1980 le prix Broquette-Gonin de littérature de l'Académie française. Ce livre donne une vision réelle de ce qui fut l'occupation musulmane en Europe, soit en Espagne et en Sicile.

## Publications
- L'Espagne catalane et le Maghreb aux XIIIe et XIVe siècles, Presses universitaires de France (PUF), 1966
- La vie quotidienne dans les ports méditerranéens au Moyen Âge : Provence, Languedoc, Catalogne, éditions Hachette, 1975, 156 p.
- Histoire économique et sociale de l'Espagne chrétienne au Moyen Âge, Armand Colin, 1976, prix Thérouanne en 1978
- La Vie quotidienne dans l'Europe médiévale sous domination arabe, Hachette, 1978
- Un projet castillan du XIIIe siècle : la croisade d'Afrique, Faculté des lettres, 1966, 26 p.